# Autrey-lès-Cerre
Autrey-lès-Cerre è un comune francese di 241 abitanti situato nel dipartimento dell'Alta Saona nella regione della Borgogna-Franca Contea.

## Società

### Evoluzione demografica
Abitanti censiti